# 九嬰
九嬰是中国古代妖怪之一，能喷水和吐火，被羿射杀。
九婴出自《淮南子·本经训》，是水火之怪，能喷水吐火，其叫声如婴儿啼哭，有九头，故称九婴。帝堯時，十個太陽同時出來，猰貐、鑿齒、九嬰、大風、封豨、修蛇皆為民害。於是帝堯派出神射手羿为民除害，射杀九婴于凶水之上。羿和后羿是兩個人物，屈原在《天問》將二人混淆。
根據《淮南子·本經訓》中提及：北有一大河，水深千丈，波濤洶湧，人稱兇水。兇水有的時候其熱無比，傳聞當兇水沸騰之時，便是九嬰上岸食人之際！

## 文獻记载
1. ↑  孫見坤. . 奇幻. 天津人民出版社. 2018/10/01: 573–574. ISBN 9787201139296.
2. ↑  《淮南子·本径训》高诱注：“九婴，水火之怪，为人害，北狄之地有凶水。”
3. ↑  《淮南子·本经训》记载：“逮至尧之时，十日并出。焦禾稼，杀草木，而民无所食。猰貐、凿齿、九婴、大风、封豨、修蛇，皆为民害。尧乃使羿诛凿齿于畴华之野，杀九婴于凶水之上，缴大风于青邱之泽，上射十日，而下杀猰貐，断修蛇于洞庭，擒封豨于桑林。万民皆喜，置尧以为天子。”
4. ↑  高诱注《淮南子》说：“是尧时羿也，能射十日，缴大风，杀窫窳，斩九婴，射河伯之知巧也。非有穷后羿。”

## 参看
中国妖怪列表